# Baksarijja
Baksarijja (arab. بكسريا) – wieś w Syrii, w muhafazie Idlib. W 2004 roku liczyła 732 mieszkańców.